# Else Zimmermann

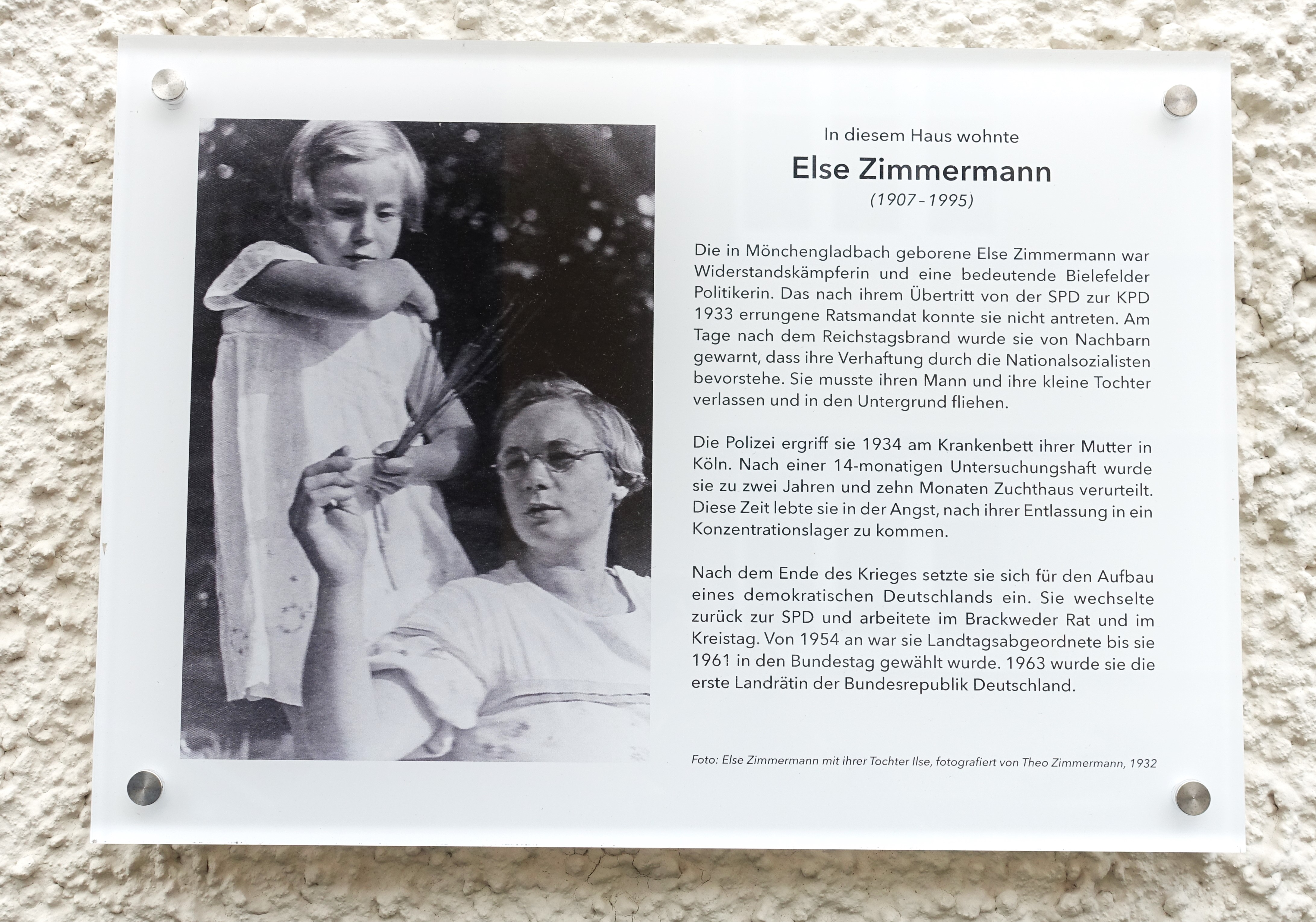
Gedenktafel für Else Zimmermann in der Siedlung Heeper Fichten, Carl-Hoffmann-Straße 24, Bielefeld

Else Zimmermann geb. Schoenen (* 14. August 1907 in München-Gladbach; † 21. Juni 1995 in Hannover) war eine deutsche Politikerin zunächst der KPD und später der SPD.

## Kindheit und Jugend
Else Zimmermann kam als Tochter einer Kaufmannsfamilie in Mönchengladbach zur Welt. Nachdem die Familie nach Köln umgezogen war, besuchte sie dort die Volksschule. Das Lebensmittelgeschäft ihres Vaters musste geschlossen werden, als er 1914 in den Ersten Weltkrieg zog und dort umkam. Else schloss eine kaufmännische Lehre in einem Textilgeschäft ab, arbeitete als kaufmännische Angestellte und wurde 1923 Mitglied der Angestelltengewerkschaft, durch die sie nach ihren eigenen Angaben politisch aktiv geworden ist. Bei der Durchreise zu einer gewerkschaftlichen Veranstaltung in Berlin lernte sie im „Bunten Haus“ in der Senne den Kommunisten Theodor Zimmermann kennen. Bevor sie heirateten, traten beide aus der Kirche aus, weil Else katholisch war und Theodor evangelisch. Sie siedelten nach Bielefeld über, um in der 1911 von Arbeitersportlern gegründeten sozialistischen Genossenschaftssiedlung „Freie Scholle“, in einem der ersten Siedlungsgebiete „Heeper Fichten“ zu wohnen. 1928 wurde ihre Tochter Ilse geboren. Im Gefolge der Weltwirtschaftskrise bedrohte das Anwachsen der Nazis die Weimarer Demokratie. Else, mittlerweile arbeitslos, war aber weiter am politischen Leben interessiert. Sie war Mitglied der Sozialdemokratischen Partei, der stärksten politischen Kraft in der Stadt. Die Sozialdemokraten zeichneten sich eher durch eine Kompromissbereitschaft statt eines konsequenten Handelns gegenüber den aufstrebenden Nationalsozialisten aus. Else Zimmermann trat daher aus der Sozialdemokratischen Partei aus und schloss sich im Jahre 1932 der KPD in Bielefeld an. Else beschäftigte sich neben ihrem Hausfrauendasein mit dem Vertrieb kommunistischer Literatur und war in der kommunistischen Frauenbewegung tätig. Am 12. März wurde sie von der KPD als Kandidatin für den Bielefelder Stadtrat aufgestellt und auch gewählt.

## Verfolgung und Haft nach 1933
1933, nach der Machtübernahme der Nazis, musste Else Zimmermann, um einer Haft zu entgehen, aus Bielefeld fliehen. Sie lebte illegal in verschiedenen Städten, in Hamm, Hagen, Köln, Osnabrück und zeitweise auch in Bielefeld. Im März 1933 verfasste sie zwei illegale Ausgaben der „Roten Volkswacht“ der KPD. Bald wurde die Widerstandsgruppe, der sich Else angeschlossen hatte, entdeckt. Am 23. April 1934 wurden einige Mitglieder in Köln während eines Treffens auf einer Rheinbrücke verhaftet. Else Zimmermann wurde im Krankenhaus, wo sie ihre an Brustkrebs erkrankte Mutter besuchen wollte, von der Polizei verhaftet. Das war wenige Tage bevor das in der Folge des Reichstagsbrands auf Anordnung Adolf Hitlers verschärfte Gesetz, Widerständler mit dem Tod bedrohte; sie hatte also noch Glück im Unglück. Wegen illegaler politischer Betätigung für die KPD wurde sie ins Gefängnis Klingelpütz gebracht, danach nach Hamm überstellt und von dort nach Essen. Am 1. Juli 1935 wurde Else durch den ersten Strafsenat des Oberlandesgerichts Hamm wegen Vorbereitung zum Hochverrat zu zwei Jahren und zehn Monaten Zuchthaus verurteilt, von denen sie ein Jahr in Einzelhaft verbringen musste. Die Angst, die sie hatte, vielleicht doch noch ins KZ zu kommen, bestätigte sich nicht. Am 1. März 1937 wurde sie entlassen.
Die KPD versuchte Zimmermann für den Widerstand zu reaktivieren. Sie lehnte das ab, weil sie ihr Leben nicht aufs Spiel setzen wollte, zumal Theodor Zimmermann bei ihrer Entlassung den Nazis versprochen hatte, dass die Familie die Siedlung „Freie Scholle“, in der viele Kommunisten wohnten, verlassen werde. Sie zogen nach Brackwede um und sie zog sich vom politischen Geschehen zurück. 1941, mitten im Krieg, wurde ihr Sohn Jürgen geboren.

## Wiederaufbau der Bundesrepublik
Gemeinsam mit Theodor Zimmermann baute Else nach dem Zweiten Weltkrieg eine Gravieranstalt und Werkzeugbaufirma in Brackwede auf, deren Geschäftsführerin sie bis zu ihrem Tod war. Daneben wollte sie aber auch weiter politische Verantwortung übernehmen und eine friedliche und demokratische Politik mit aufbauen. Deshalb wurde sie 1945 für die KPD Mitglied des Rates der Gemeinde Brackwede und ein Jahr später Kreistagsabgeordnete für den Bezirk Bielefeld. Am 7. August 1946 berichtete die Presse, dass Else Zimmermann aus der KPD ausgetreten und der SPD beigetreten sei. Sie erkläre ihren Parteiwechsel damit, dass sie den Weg, den die KPD eingeschlagen habe, für falsch halte. Ab März 1961 war sie Vorsitzende der SPD-Fraktion. Sie war Mitglied des Vorstandes sowie des Frauenausschusses des SPD-Kreisverbandes. Bielefelds erster Landrat des Kreises Bielefeld und späterer Oberbürgermeister, Artur Ladebeck (SPD) beauftragte sie nach dem Krieg mit der Betreuung der politisch Verfolgten.
Vom 6. September 1954 bis zum 3. Oktober 1961 war sie Mitglied des Nordrhein-Westfälischen Landtages. Dort setzte sie sich, bis sie in den Bundestag einzog, besonders für die Armen und Entrechteten ein.

## Im Deutschen Bundestag
In den Deutschen Bundestag wurde sie über die Landesliste der SPD in NRW gewählt und gehörte ihm von 1961 bis 1965 an. Nach Angaben ihrer Tochter habe sie sich dort unwichtig gefühlt, weil sie durch die erfolgreiche Landtagsarbeit bereits eine ganz andere Position erreicht hatte.

## Die erste Landrätin
Am 25. Oktober 1963 wurde Else Zimmermann zur ersten Landrätin in Deutschland gewählt. Die SPD hatte damals die absolute Mehrheit im Kreistag des Landkreises Bielefeld. CDU und FDP hatten auf einen eigenen Vorschlag verzichtet. Mit 26 gegen 11 Stimmen bei sechs Enthaltungen wurde Zimmermann gewählt. Im Vorfeld war bekannt geworden, dass einzelne Kreistagsmitglieder sich grundsätzlich gegen die Wahl einer Frau in dieses höchste Amt des Landkreises ausgesprochen hatten.
Else Zimmermann entschied sich für die Anrede „Frau Landrat“. Sie stand in ihrer Amtszeit vor der Aufgabe, den Interessen der einzelnen kreisangehörigen Gemeinden und dem übergeordneten Interesse gerecht zu werden. Durch ihre ausgleichende Art und ihr Verhandlungsgeschick gelang es ihr beispielsweise, eine Einigung zwischen Stadt und Kreis bei der Gründung der neuen Universität herbeizuführen. Zudem hatte sie gegen Ende ihrer Amtszeit die Gebietsreform in Nordrhein-Westfalen zu bewältigen.
Am 6. November 1967 legte Zimmermann ihr Amt aus gesundheitlichen Gründen nieder. Zwei Jahre zuvor war sie an einem Gehirntumor erkrankt und operiert worden und hatte die Folgen der Krankheit nie ganz überwunden. Das Bundesverdienstkreuz erhielt sie nicht, weil sie es abgelehnt hatte, noch bevor das entsprechende Verfahren eröffnet wurde.
Else Zimmermann lebte zuletzt im Eilenriedestift der Arbeiterwohlfahrt in Hannover; sie litt an der Alzheimer-Krankheit. Dort starb sie 1995 im Alter von 87 Jahren.

## Ehrungen
- Am 12. Juni 2024 wurde Else Zimmermann im Rahmen des Projekts Frauenorte in die Liste der FrauenOrte NRW aufgenommen und eine Gedenktafel im Alten Rathaus angebracht.[5]